# Dresano
Dresano település Olaszországban, Lombardia régióban, Milánó megyében. Lakosainak száma 3060 fő (2023. január 1.). Dresano Colturano, Mediglia, Mulazzano, Tribiano, Vizzolo Predabissi és Casalmaiocco községekkel határos.

## Népesség
A település lakossága az elmúlt években az alábbi módon változott:
| Lakosok száma | 3075 | 3036 | 3047 | 3060 |
|               | 2013 | 2017 | 2018 | 2023 |